# Allysin Kay
Allysin Kay (née le 5 novembre 1987 à Détroit) aussi connue sous le nom de ring de Sienna est une catcheuse (lutteuse professionnelle) américaine.
Elle est principalement connue pour son travail à la Women Superstars Uncensored (WSU) où elle a été championne par équipe de la WSU avec Sassy Stephanie (en). Elle travaille actuellement à la Total Nonstop Action Wrestling / Impact Wrestling (TNA) sous le nom de Sienna où elle remporta deux fois le championnat féminin des Knockouts de la TNA.

## Carrière de catcheuse

### Débuts sur le circuit indépendant (2008-2011)
Kay s'entraîne auprès de Mathew Priest et Bill Martel à l'école de catch de la Blue Collar Wrestling Alliance à Détroit en juillet 2008. Elle y fait son premier combat le 28 décembre où elle bat Shavonne Norrell. Elle travaille essentiellement dans cette fédération jusqu'en 2010.

### Women Superstars Uncensored (2011-2014)
Elle commence à travailler pour la Women Superstars Uncensored (WSU) et perd son premier match dans cette fédération le 22 janvier 2011 face à Jamilia Craft. Le 25 juin, elle est une des participantes du Uncensored rumble match où elle se fait éliminer par Alicia. Le 6 août, elle affronte Sassy Stephanie (en) mais Jessicka Havok arrive pour mettre fin au combat et propose aux deux femmes de s'allier avec elle afin de former la Midwest Militia. Le 19 novembre, la Midwest Militia remporte un WarGames match sur la Team WSU composée d'Alicia, Brittney Savage (en) et Mercedes Martinez.
La rivalité avec la Team WSU continue en 2012 puisque le 3 mars la Midwest Militia devient challenger pour le championnat par équipe de la WSU après leur victoire sur Brittney Savage et Alicia avant de mettre fin au règne de championne par équipe de Jana et Luscious Latasha. Elles défendent leur titre avec succès le 14 puis le 28 avril d'abord face à Brittney Savage (en) et Alicia puis face à Jana et Luscious Latasha,. Le 16 juin, elle se fait éliminer par Alicia au cours de l'Uncensored rumble match remporté par Lexus.

### Shine Wrestling (2012-...)
Le 20 juillet 2012 au cours de SHINE 1, Kay fait équipe avec Taylor Made et elles remportent un match par équipe face à Su Yung et Tracy Taylor.

### Total Nonstop Action Wrestling/Impact Wrestling (2016-2018)
Le 17 avril 2016, Kay participe à l'enregistrement de TNA One Night Only: Knockouts Knockdown diffusé quatre jours plus tard où elle bat Gail Kim par décompte à l'extérieur puis participe au Gauntlet match pour désigner la reine des Knockouts où elle se fait éliminer par Madison Rayne. La veille de la diffusion de cette émission, la Total Nonstop Action Wrestling (TNA) annonce que Kay vient de signer un contrat avec la fédération et change de nom de ring pour celui de Sienna.
En juillet 2018, elle quitte la compagnie.

### All Elite Wrestling (2020)
Le 7 novembre 2020, elle fait ses débuts à AEW, lors du Buy In de Full Gear en perdant contre Serena Deeb et ne remporte pas le NWA World Women's Championship.

### Ring of Honor (2021-2022)
Le 20 mai 2021, elle est annoncée comme participante du tournoi pour couronner la première ROH Women's World Championne. Le 4 août, elle bat Willow Nightingale dans le premier tour du tournoi. Le 28 août, elle perd contre Trish Adora dans le second du tournoi.

### Retour à Impact Wrestling (2023-...)
Le 9 février 2023, elle fait son retour à Impact Wrestling avec Marti Belle en attaquant Death Dollz (Jessicka, Taya Valkyrie et Rosemary).

## Palmarès
- AAW Wrestling
  - 1 fois AAW Women's Championne

- Absolute Intense Wrestling
  - 1 fois AIW Women's Championne[18]

- Global Force Wrestling
  - 1 fois GFW Women's Championne

- National Wrestling Alliance
  - 1 fois NWA World Women's Championne
  - 1 fois NWA World Women's Tag Team Championne avec Marti Belle

- Pro-Wrestling: EVE
  - 1 fois Pro-Wrestling: EVE Tag Team Championne avec Marti Belle

- Total Nonstop Action Wrestling
  - 2 fois TNA Knockouts Championne[19]

- Shine Wrestling
  - 2 fois Shine Championne[20]
  - 1 fois Shine Tag Team Championne avec Marti Belle
  - Shine Championship Tournament (2018)

- Women Superstars Uncensored
  - 1 fois WSU Tag Team Champion avec Sassy Stephanie (en)[21]

## Récompenses des magazines
- Pro Wrestling Illustrated

| Année | 2012 | 2013 | 2014 à 2015 | 2016 | 2017 | 2018        | 2019 | 2020 | 2021 | 2022 | 2023 | 2024 |
| ----- | ---- | ---- | ----------- | ---- | ---- | ----------- | ---- | ---- | ---- | ---- | ---- | ---- |
| Rang  | 43   | 31   | Non classée | 10   | 8    | Non classée | 19   | 25   | 25   | 86   | 186  | 174  |